# Línia 5 (Regional País Valencià)
La línia 5 de Renfe Mitjana Distància al País Valencià uneix l'Estació del Nord amb la Puerta de Atocha. A causa de les obres perquè l'alta velocitat arribe a la ciutat de València, el 2008 es va suspendre la circulació de trens entre València-Nord i València - Sant Isidre causant múltiples problemes als usuaris.
La posada en servei de l'alta velocitat va provocar el tancament de la línia de mitja distància entre València i Madrid, i la transformació en dues vies verdes: una per al tram Tarancón-Conca, i un altre per Conca-Utiel.
Durant les obres de l'AVE, el trajecte entre València-Nord i València - Sant Isidre estava fora de servei, sent aquesta darrera el començament de la Línia 5 de manera temporal.es va realitzar amb la línia 1 del Metro sense cost addicional gràcies al conveni que signaren en el seu dia Renfe i la Generalitat Valenciana. Aprofitant la parada de pas de trens es va construir l'estació intermodal València-Sant Isidre, obrint el camí a la integració tarifària i de bitllets entre els Ferrocarrils de la Generalitat, el Metro, Metrobús i l'EMT.